# نراد زیردارمرز
نراد زیردارمرز (نام علمی: Abies lasiocarpa) نام یک گونه از سرده نراد است.

## نگارخانه

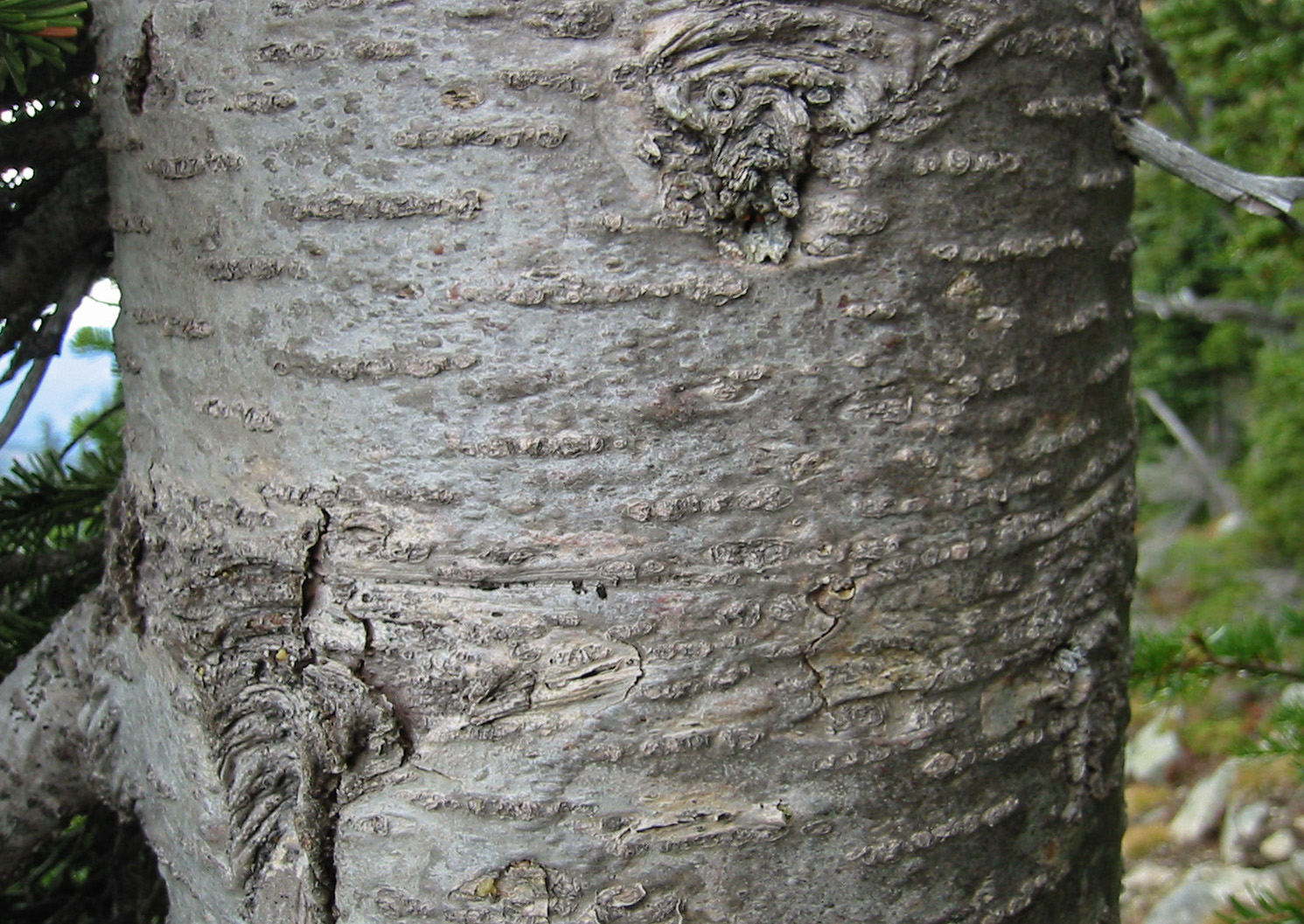
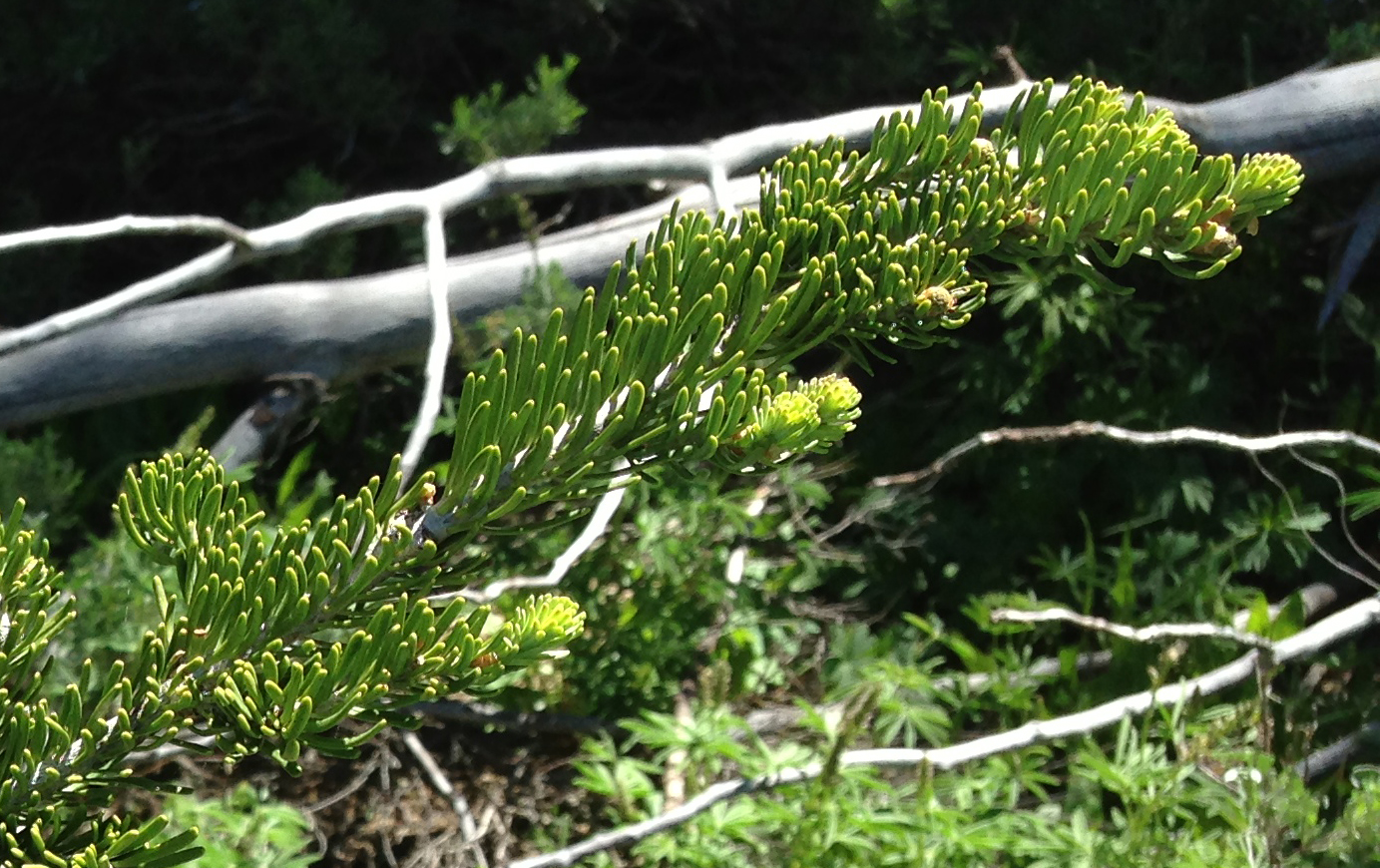
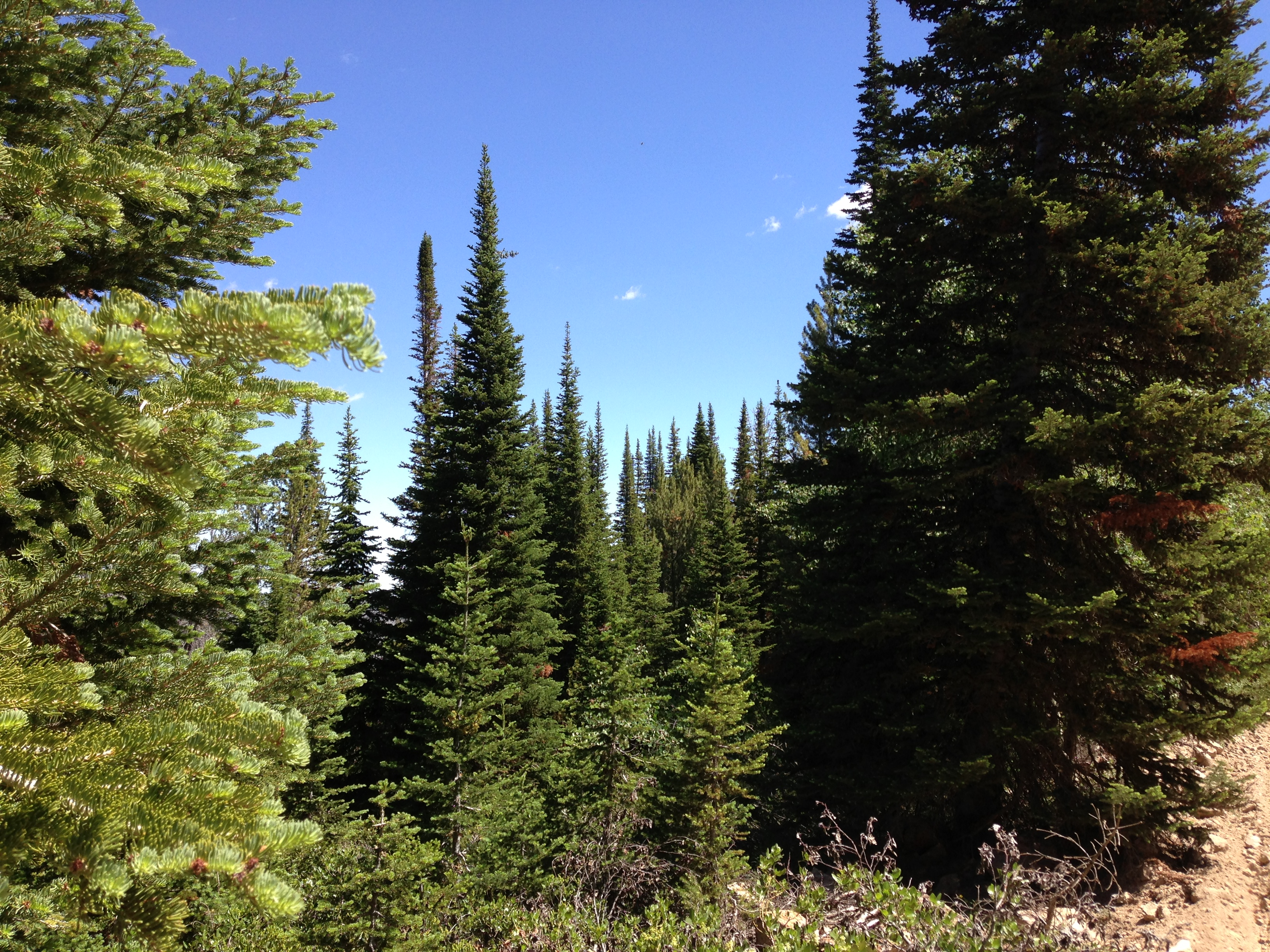